# Murat Ham

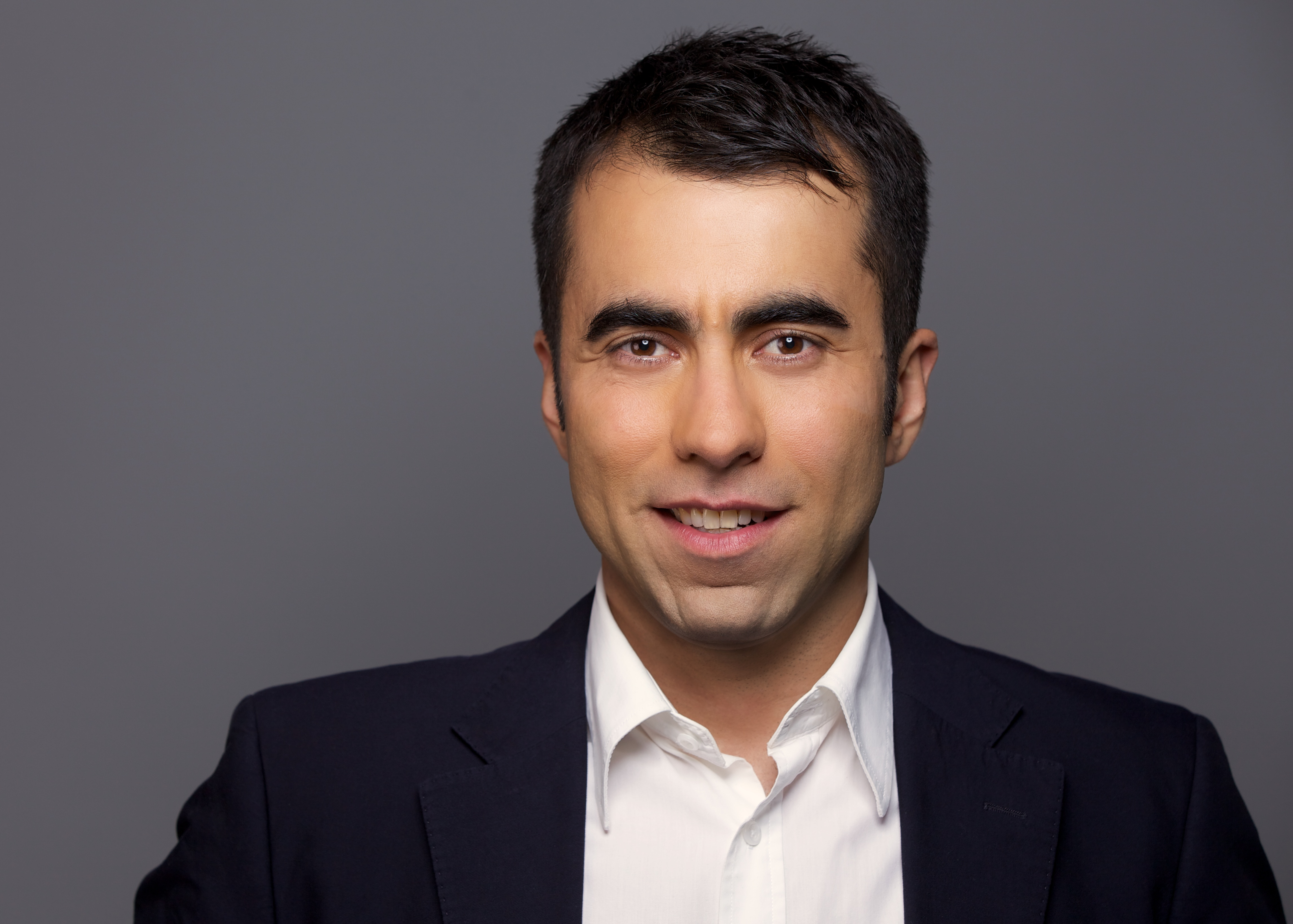
Murat Ham (2011)

Murat Ham (* 22. August 1975 in Braunschweig) ist ein deutscher Politikwissenschaftler, Journalist und Autor.

## Leben
Murat Ham verbrachte Kindheit und Jugend in Braunschweig. Er absolvierte eine Journalistenausbildung und erhielt ein Diplom in Politikwissenschaft. Ham war mehrere Jahre als Redakteur bei namhaften Print- und Funkmedien und als Redaktionsleiter in der Unternehmenskommunikation tätig.
Gemeinsam mit Erkan Arikan verfasste Ham das Buch Jung, erfolgreich, türkisch – Ein etwas anderes Porträt der Migranten in Deutschland (2009), für das Wolfgang Schäuble das Vorwort verfasste. Die Geschichten, die die Autoren Erkan Arikan und Murat Ham in ihrem Buch erzählen, zeigen Schäuble zufolge, „wie gut wir schon vorangekommen sind“. Rezensionen erschienen u. a. in der Süddeutschen Zeitung und der Frankfurter Rundschau, aber auch türkischsprachige Medien machten auf das Buch aufmerksam.
Murat Ham verfasste gemeinsam mit Angelika Kubanek das Buch Fremde Heimat Deutschland – Leben zwischen Ankommen und Abschied (2011). Der Regierende Bürgermeister von Berlin, Klaus Wowereit, würdigte das Werk mit einem Grußwort. Rezensiert wurde das Buch unter anderem im Deutschlandradio, in der Wiener Zeitung und im Magazin Gazelle. Ham stellte das Buch im November 2011 im Frühcafé-Talk mit Sarah Maria Breuer bei tv.berlin, in der Sendung Der Tag in NRW mit Roger Horné bei NRW.TV und auf Hamburg 1 bei Oriental Night vor.
Im Herbst 2012 publizierte Murat Ham ein weiteres Buch Suche nach Glück: Leben mit der zerrinnenden Zeit, das unter anderem im MiGAZIN rezensiert wurde. Im Dezember 2012 stellte er das Buch im Frühcafé-Talk bei tv.berlin vor.
Im Frühjahr 2013 veröffentlichte Murat Ham seinen Roman Berliner Liebesfluchten – Brücken zwischen den Welten, den das Lektorat des Tredition-Verlags zum „Buch des Monats“ Mai 2013 wählte. Die Buchpremiere am 17. Mai 2013 im Berliner Tiyatrom moderierte der Schauspieler Aykut Kayacık. Murat Ham stellte seinen Roman u. a. im Gespräch beim Westdeutschen Rundfunk (WDR) für Funkhaus Europa im Berliner ARD-Hauptstadtstudio und auf Hamburg 1 bei Oriental Night vor. Das Wiener Online-Magazin M-MEDIA und das vom Bundesministerium für Arbeit und Soziales und vom Bundesministerium für Bildung und Forschung zur Unterstützung der beruflichen Integration von Migranten herausgegebene Magazin clavis rezensierten Hams Roman. Zum Literaturabend am 17. November 2013 im Berliner Tiyatrom realisierten Schauspieler die Uraufführung seines Romans „Berliner Liebesfluchten“.
Im Februar 2014 publizierte Murat Ham seinen Roman Liebeslügen. Die Moderation für die Buchpremiere am 23. Februar 2014 im Berliner Tiyatrom übernahm der Journalist Peter Brinkmann. Berliner Schauspieler stellten zur Buchpremiere erneut einen Teil des Romans Berliner Liebesfluchten dar. tv.berlin rezensierte den Roman Liebeslügen kurz vor der Buchpremiere. Am 26. Februar 2014 rezensierte auch der Humanistische Pressedienst den Roman Liebeslügen. Im März 2014 war Murat Ham mit Peter Brinkmann im Gespräch bei Standort Berlin auf tv.berlin zu sehen.
Im Mai 2014 erhielt Ham den Zukunftspreis 2014 im Rahmen des Jubiläums „30 Jahre türkisches Theater“ in Berlin. In der Urkunde hieß es: „Interkulturelle Kommunikation ist der Schlüssel der Zukunft. Das Theater Tiyatrom verleiht im Rahmen des Jubiläums „30 Jahre türkisches Theater“ in Berlin den Zukunftspreis 2014 an Herrn Murat Ham für seine exzellenten Arbeiten und ausgezeichnetes Engagement auf diesem Gebiet.“

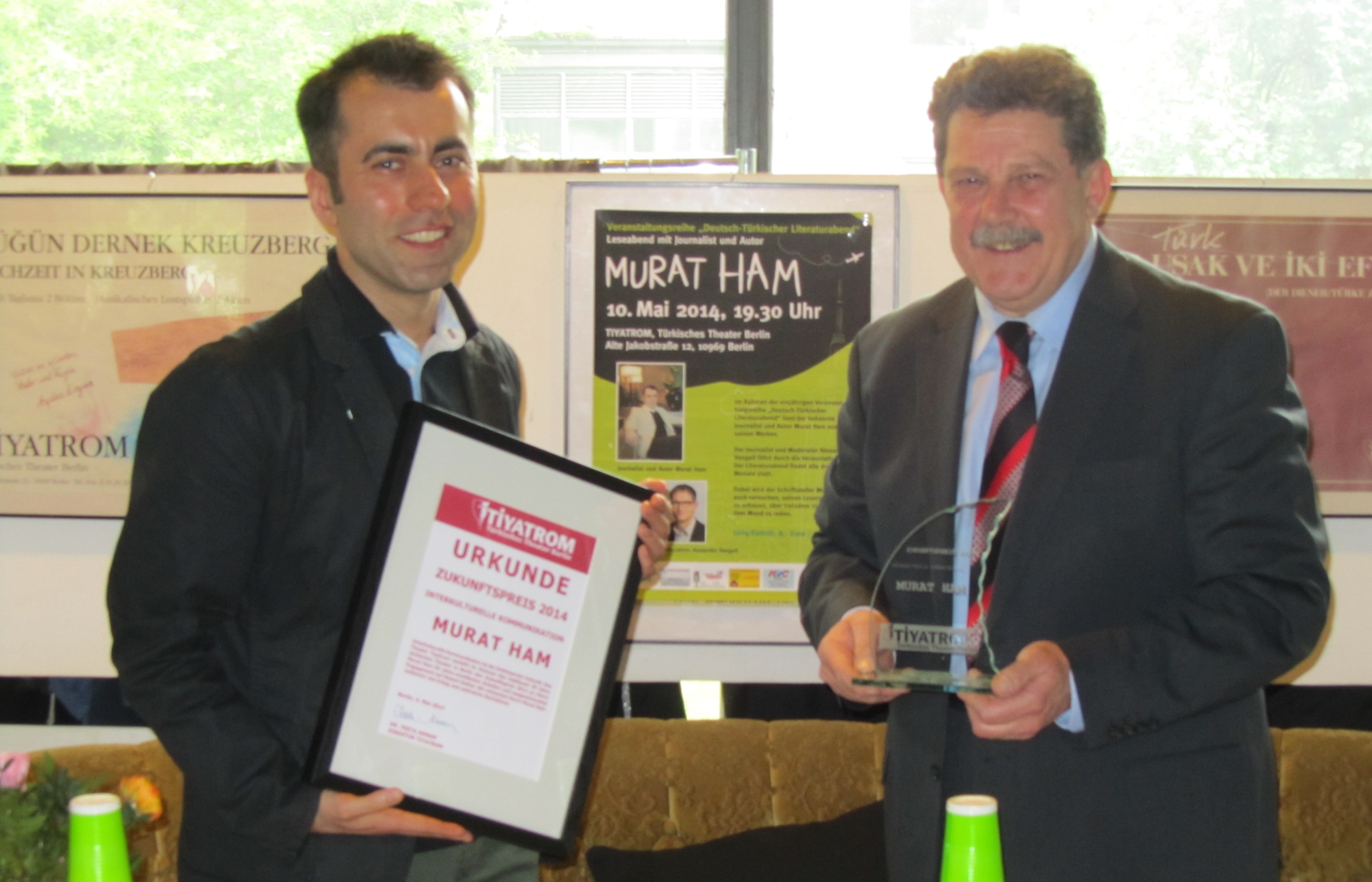
Preisverleihung an den Autor Murat Ham

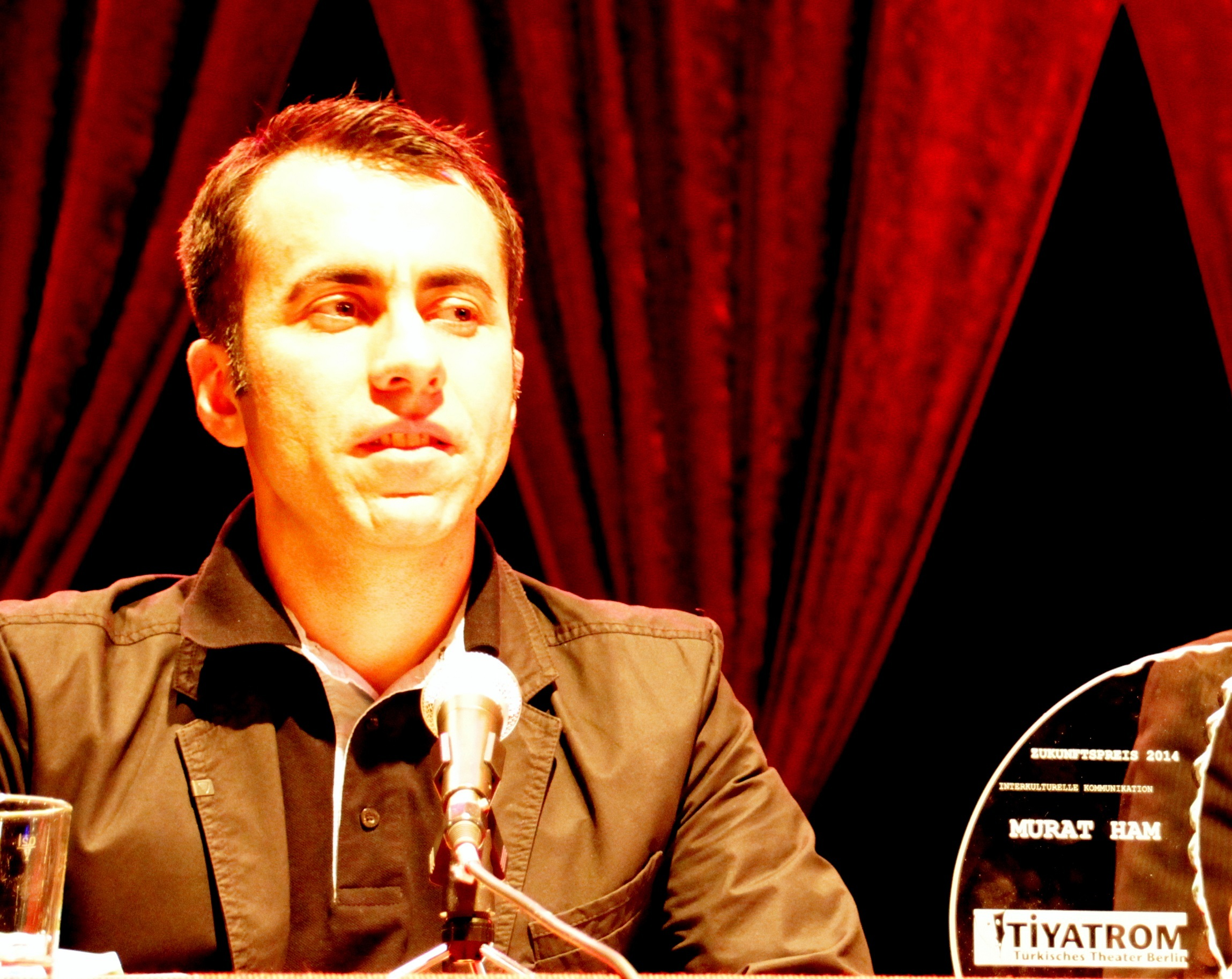
Autor Murat Ham mit Zukunftspreis 2014 beim Leseabend im Berliner Tiyatrom am 10. Mai 2014

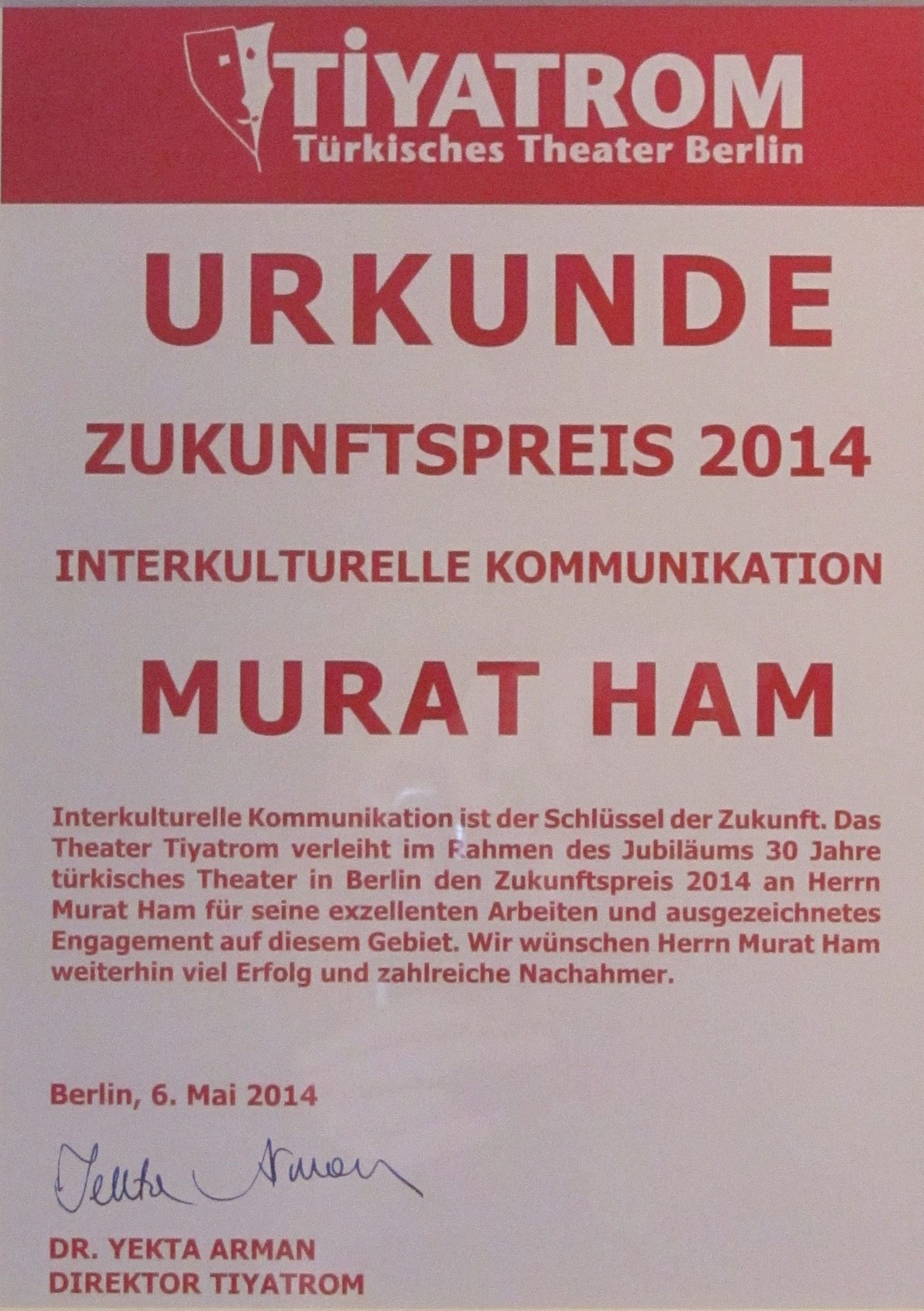
Zukunftspreis 2014 / Urkunde

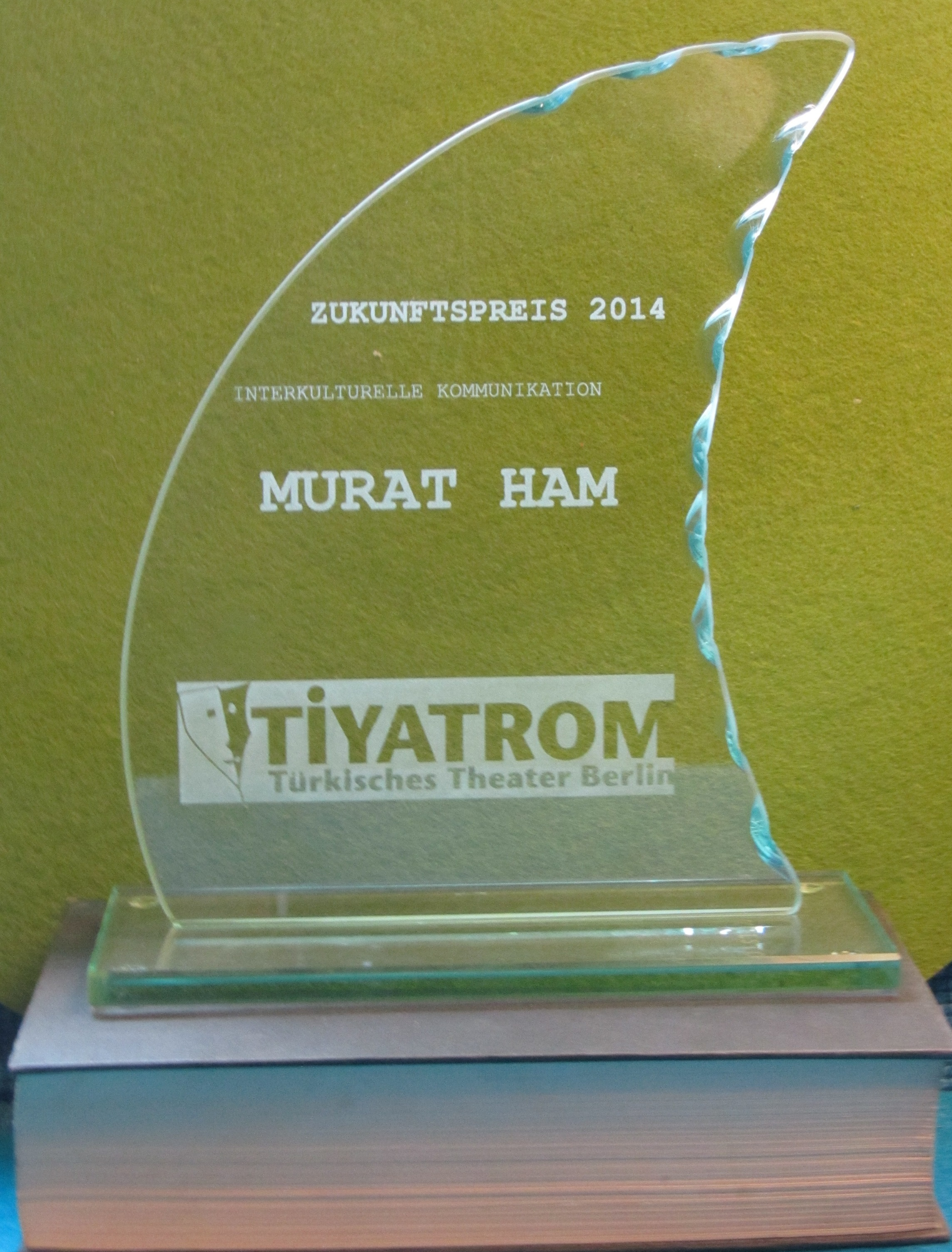
Zukunftspreis 2014 / Trophäe

Murat Ham war auch im Schweizer Radio und Fernsehen (SRF) am 24. Mai 2014 in der Sendung „Echo der Zeit“ zu hören.
Im Dezember 2024 veröffentlichte Murat Ham den abschließenden Roman seiner Trilogie „Im Echo der Stille: Berliner Heimkehr“, der in den Metropolen Berlin, Istanbul und New York spielt. TV Berlin hat den neuen Roman von Murat Ham rezensiert.
Ham leitet die mehrjährige Veranstaltungsreihe „Deutsch-Türkischer Literaturabend“.  Murat Ham lebt und arbeitet in Berlin.

## Veröffentlichungen
- Murat Ham: Im Echo der Stille: Berliner Heimkehr. tredition, Hamburg 2024, ISBN 978-3-384-45410-2.
- Murat Ham: Liebeslügen. tredition, Hamburg 2014, ISBN 978-3-8495-7546-5.
- Murat Ham: Berliner Liebesfluchten – Brücken zwischen den Welten. tredition, Hamburg 2013, ISBN 978-3-8495-4394-5.
- Murat Ham: Suche nach Glück: Leben mit der zerrinnenden Zeit. tredition, Hamburg 2012, ISBN 978-3-8491-2010-8.
- Murat Ham, Angelika Kubanek: Fremde Heimat Deutschland – Leben zwischen Ankommen und Abschied. ibidem-Verlag, Stuttgart 2011, ISBN 978-3-89821-507-7.
- Erkan Arikan, Murat Ham: Jung, erfolgreich, türkisch – Ein etwas anderes Porträt der Migranten in Deutschland. Verlagsgruppe Lübbe, Bergisch Gladbach 2009, ISBN 978-3-431-03788-3.
- Murat Ham: Café-Besuche. In: Ayşegül Acevit, Birand Bingül (Hrsg.): Was lebst Du? Jung, deutsch, türkisch – Geschichten aus Almanya. Knaur, München 2005, ISBN 978-3-426-77797-8.

## Auszeichnungen
- Zukunftspreis 2014[39]
- Wahl des Romans Berliner Liebesfluchten als „BUCH DES MONATS“ Mai 2013[40]
- Nominierung für den Karlsruher Buchpreis 2012[41][42]